# Conwayjevo zaporedje
Conwayjevo zaporédje [konvêjevo ~] (tudi zaporedje poglej in povej) je v matematiki celoštevilsko zaporedje, katerega prvi členi so (OEIS A005150):
1, 11, 21, 1211, 111221, 312211, 13112221, 1113213211, ...
Da se tvori člen zaporedja iz predhodnega člena, se odbere števke predhodnega člena in prešteje število števk v skupinah iste števke. Na primer:
- 1 se prebere kot »ena 1« ali 11.
- 11 se prebere kot »dve 1« ali 21.
- 21 se prebere kot »ena 2 in ena 1« ali 1211.
- 1211 se prebere kot »ena 1, nato ena 2 in dve 1« ali 111221.
- 111221 se prebere kot »tri 1, nato dve 2 in ena 1« ali 312211.

Potek je podoben kot pri kodiranju dolžin nizov (RLE).

## Osnovne značilnosti
- zaporedje je naraščajoče. Vsako zaporedje, ki se ga določi z različnim številom (semenom) bo tudi naraščajoče, razen za izrojeno zaporedje 22, 22, 22, 22 ... .
- v zaporedju se ne pojavi nobena druga števka razen 1, 2 in 3, če prvi člen ne vsebuje druge števke ali več kot tri enake zaporedne števke.
- Conwayjev kozmološki izrek: vsako zaporedje se sčasoma razdeli na zaporedje »atomskih elementov«, na končna podzaporedja, ki nikoli več ne vplivajo na svoje sosede. Obstaja 92 elementov, ki vsebujejo le števke 1, 2, 3, in ki jih je John Horton Conway imenoval po naravnih kemičnih elementih. Obstajata tudi dva »transuranska« elementa za vsako števko, večjo od 3.
- členi po dolžini naraščajo za približno 30 % na generacijo. Če se označi {\displaystyle L_{n}} število števk {\displaystyle n}-tega čena zaporedja, je limita količnika med številom števk dveh zaporednih členov:

{\displaystyle \lim _{n\to \infty }{\frac {L_{n+1}}{L_{n}}}=\lambda \!\,,}
kjer je {\displaystyle \lambda =1,303577269\ldots } algebrsko število stopnje 71, znano kot Conwayjeva konstanta. To značilnost je dokazal Conway. Razmerje velja za vse različice zaporedij, ki se začnejo s poljubnim celim številom različnim od 22.
Conwayjeva konstanta je edina pozitivna realna ničla polinoma stopnje 71, vse druge so kompleksne:
{\displaystyle x^{71}-x^{69}-2x^{68}-x^{67}+2x^{66}+2x^{65}+x^{64}-x^{63}-x^{62}-x^{61}-x^{60}-x^{59}+}
{\displaystyle 2x^{58}+5x^{57}+3x^{56}-2x^{55}-10x^{54}-3x^{53}-2x^{52}+6x^{51}+6x^{50}+x^{49}+9x^{48}-3x^{47}-}
{\displaystyle 7x^{46}-8x^{45}-8x^{44}+10x^{43}+6x^{42}+8x^{41}-5x^{40}-12x^{39}+7x^{38}-7x^{37}+7x^{36}+x^{35}-}
{\displaystyle 3x^{34}+10x^{33}+x^{32}-6x^{31}-2x^{30}-10x^{29}-3x^{28}+2x^{27}+9x^{26}-3x^{25}+14x^{24}-8x^{23}-}
{\displaystyle 7x^{21}+9x^{20}+3x^{19}-4x^{18}-10x^{17}-7x^{16}+12x^{15}+7x^{14}+2x^{13}-12x^{12}-4x^{11}-}
{\displaystyle 2x^{10}+5x^{9}+x^{7}-7x^{6}+7x^{5}-4x^{4}+12x^{3}-6x^{2}+3x-6}
Neskončni neperiodični verižni ulomek Conwayjeve konstante je (OEIS A014967):
{\displaystyle \lambda =[1;3,3,2,1,2,1,5,8,4,14,3,1,\cdots ]\!\,.}

## Izvor
Zaporedje je raziskal Conway v svojem članku Čudna in čudovita kemija avdioaktivnega razpada (The Weird and Wonderful Chemistry of Audioactive Decay), objavljenem v reviji Eureka 46, 5-18 leta 1986.

## Populariziranje
Zaporedje je znano tudi kot Morrisovo številsko zaporedje, po Robertu Morrisu, uganka pa se včasih imenuje kukavičje jajce po opisu Morrisa v Stollovi knjigi Kukavičje jajce (The Cuckoo's Egg).  